# Jawornica (szczyt)
Jawornica (830 m) – szczyt w Beskidzie Andrychowskim (wschodnia część Beskidu Małego). Znajduje się w północno-zachodnim grzbiecie Potrójnej, oddzielającym dolinę Taganiczanki od doliny Bolęcinianki.

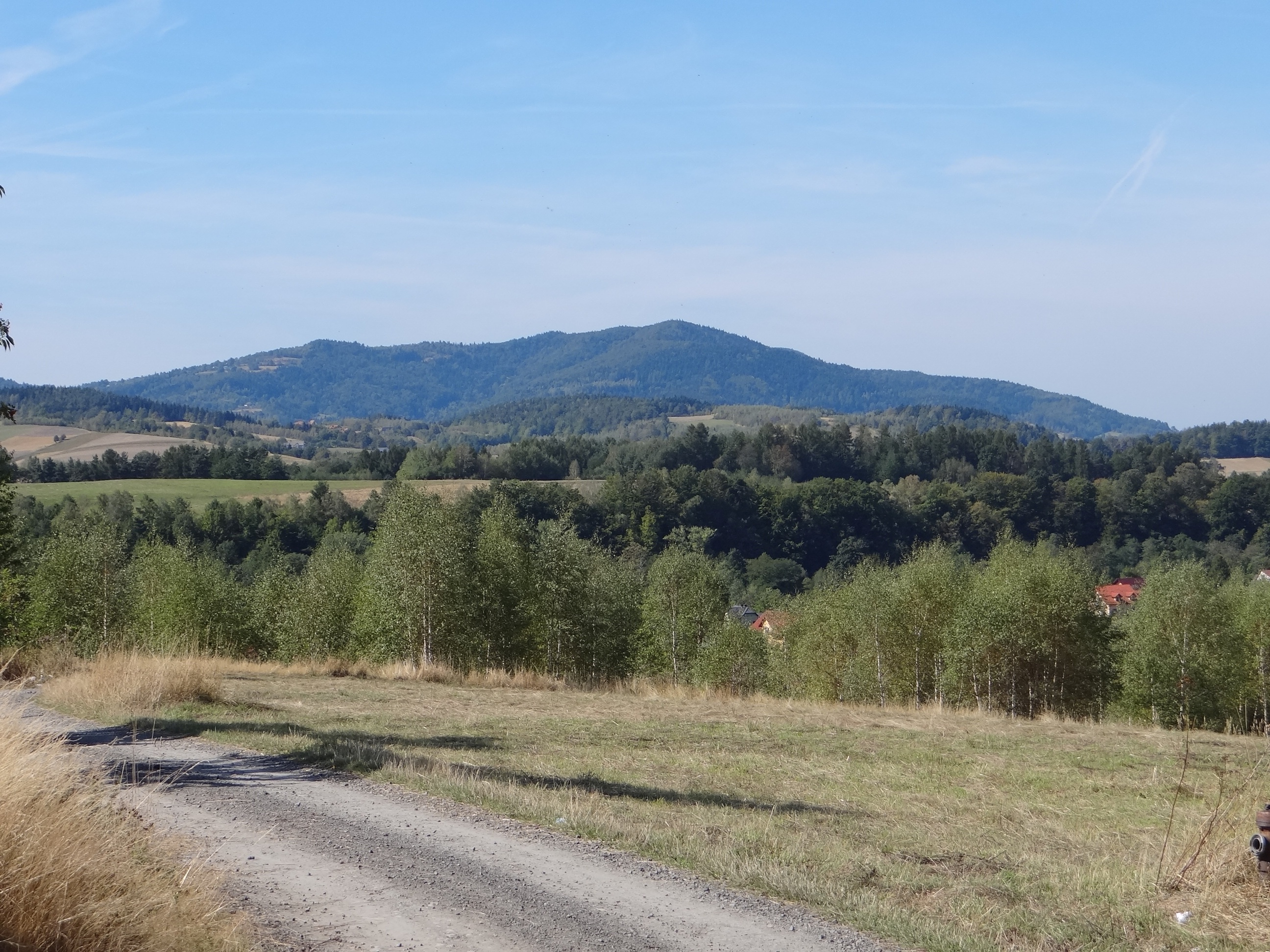
Widok z Rzyk na Potrójną i Jawornicę

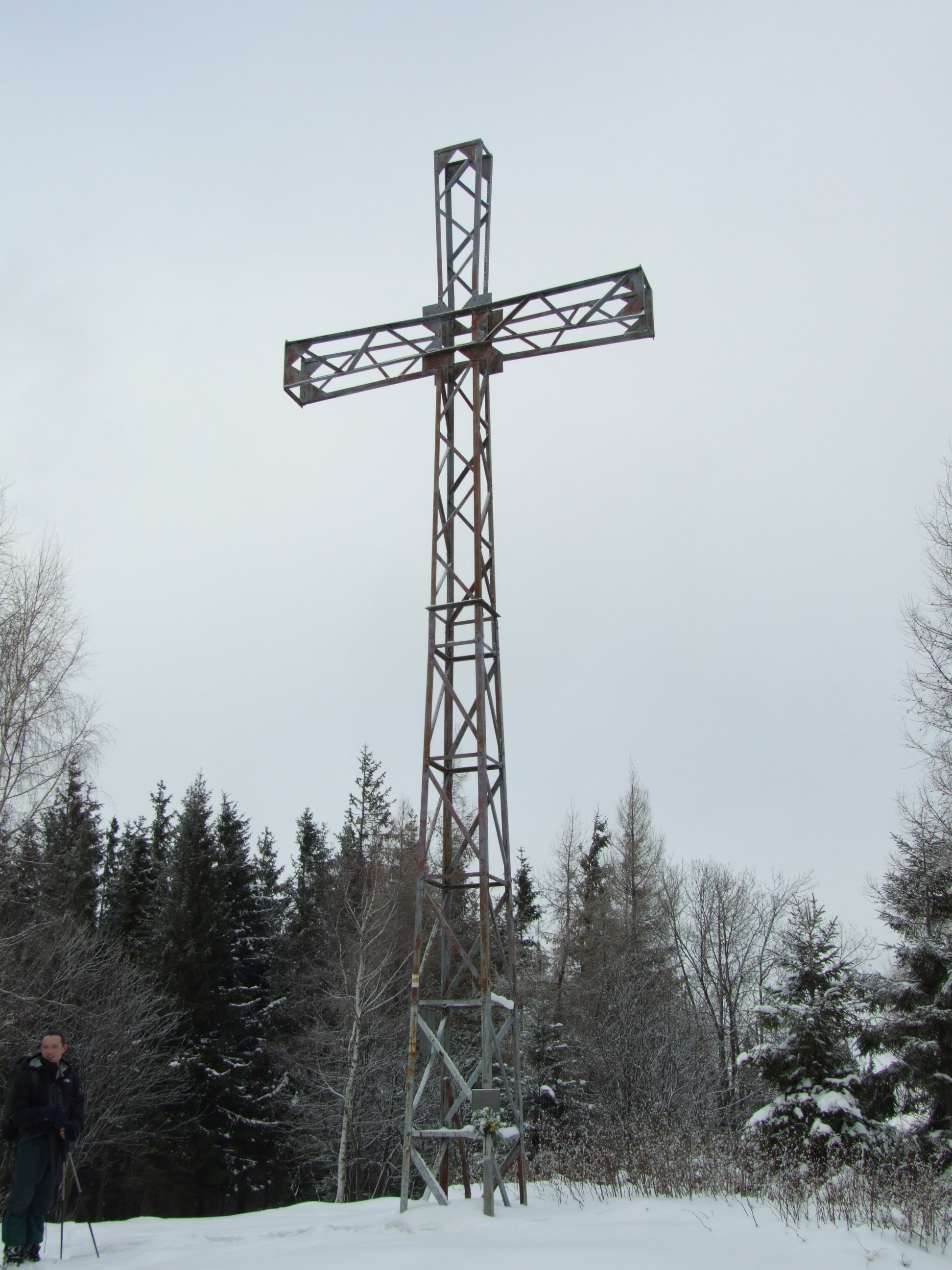
Przedwojenny krzyż na szczycie Jawornicy

Kiedyś znajdowały się tutaj rozległe hale, dziś górę porasta gęsty las. Na szczycie znajdował się niegdyś schron turystyczny na Jawornicy, wybudowany przed II wojną światową przez członków Sekcji Narciarskiej Klubu Sportowego „Beskid” w Andrychowie. Był to drewniany budynek na kamiennej podmurówce o dachu pokrytym gontem.
Na samym szczycie stoi metalowy krzyż ufundowany na pamiątkę śmierci 4 narciarzy z andrychowskiego Klubu Sportowego „Beskid”, którzy zginęli tragicznie na Babiej Górze w nocy z 14 na 15 lutego 1935 r. Krzyż był widoczny z Andrychowa, później jednak zasłonił go wyrastający na szczytowej polanie las. W osiemdziesiątych latach działacze andrychowskiego oddziału Polskiego Towarzystwa Turystyczno-Krajoznawcze stworzyli na Jawornicy punkt widokowy, który przestał spełniać swoje zadanie już po roku.
50 m od szlaku na niewielkiej polance w 1938 r. koło PTT w Andrychowie wybudowało z drewnianych bali niewielki schron turystyczny z solidnymi drzwiami i okiennicami. Wewnątrz był piec, stół, ławyi szafka z naczyniami, a na strychu miejsca do noclegowania. Klucze mogli turyści pobierać w biurze „Beskidu” w Andrychowie lub w piekarni u Franciszka Frysia. Podczas II wojny swiatowej w schronie mieszkali uciekinierzy. Schron uległ zdewastowaniu i pozostał po nim tylko zarys fundamentów.
Grzbietem Jawornicy biegnie granica między Targanicami (stoki zachodnie) a Andrychowem (stoki wschodnie) w województwie małopolskim, w powiecie wadowickim.
Szlak turystyczny
 Targanice – Jawornica – Potrójna. Czas przejścia: 2 h, ↓ 1:20 h